# O Sheik de Ipanema
O Sheik de Ipanema foi uma telenovela brasileira produzida e exibida pela extinta Rede Tupi, de 16 de abril a 9 de agosto de 1975, às 20h30. 
Ela foi escrita por Sérgio Jockyman e dirigida por Luís Gallon.
Dos 99 capítulos originalmente exibidos, apenas 13 foram preservados, estando sob a guarda da Cinemateca Brasileira.

## Sinopse
A vida estava muito dura para os amigos Carlos Alberto e Dino, que tinham um bom plano na cabeça para salvar a companhia de teatro, mas precisavam de muito dinheiro. Aí, deu camelo no jogo do bicho e a sorte mudou totalmente. É quando Carlos Alberto incorpora o Sheik de Ipanema e começa a badalação na caçada internacional aos petrodólares. Ele topa se passar por sheik mas, com o passar do tempo e as possibilidades de dinheiro fácil, os bons sentimentos dele já não são mais os mesmos. Isso revolta Dino. O deslumbrado sheik também não conservará seu amor por Gigi, uma bondosa vedete de teatro rebolado.
A história apresenta outros tipos curiosos. Rocão, um bicheiro com tendência ao gangsterismo, sentimental e meio patético nas atitudes. Dodô, um aristocrata arruinado cuja mulher, a pantera Leonor, o usa como pode para que se infiltrarem nas altas rodas. Bobby, um ex-galã de cinema que está querendo construir um super hotel rotativo na restinga de Marambaia. E outros.

## Elenco
- Luiz Gustavo - Carlos Alberto / Sheik Abdul
- Ana Rosa - Gigi
- John Herbert - Dino
- Newton Prado - Dodô
- Laerte Morrone - Rocão
- Geraldo Del Rey - Bobby
- Silvio Francisco - Mumu (Sheik Mustafá)
- Nádia Lippi - Marilyn
- Terezinha Sodré - Jajá (Jandira)
- Jussara Freire - Michele
- Suzana Gonçalves - Lalá
- Noira Mello - Leonor
- Riva Nimitz - Xaxá
- Liana Duval - Glória
- Yolanda Cardoso - Filoca
- Jacques Lagoa - Amadeu
- Carlos Koppa - Bigorna
- Older Cazarré - Zezinho
- Paulo Hesse - Calixto
- Sebastião Campos - Dr. Itapegi
- Clenira Michel - Niroca
- Vera Paxie
- J. França - Guarda-costas
- Míriam Rodrigues